# Cyrtogramme melagynalis
Cyrtogramme melagynalis is een vlinder uit de familie van de grasmotten (Crambidae). De wetenschappelijke naam van de soort is voor het eerst geldig gepubliceerd in 1978 door Agassiz.